# Tanjung Punak
Tanjung Punak is een bestuurslaag in het regentschap Bengkalis van de provincie Riau, Indonesië. Tanjung Punak telt 766 inwoners (volkstelling 2010).